# Marlene Dietrich

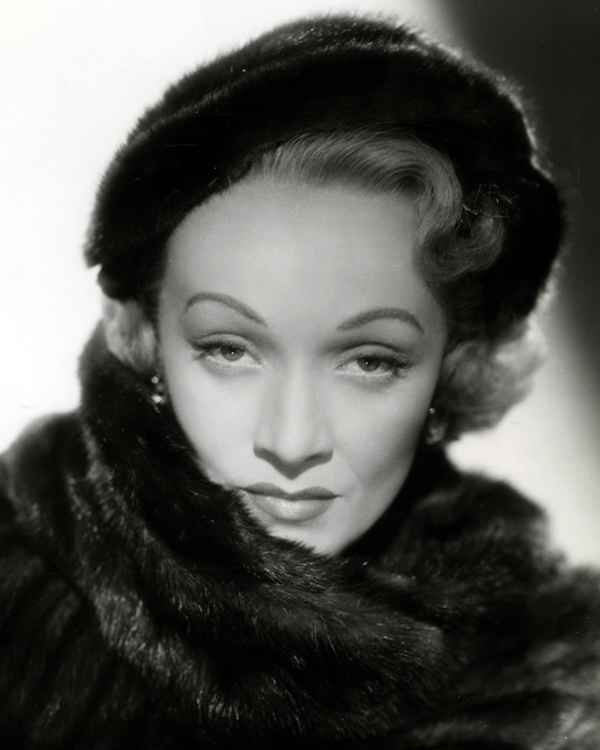
Marlene Dietrich

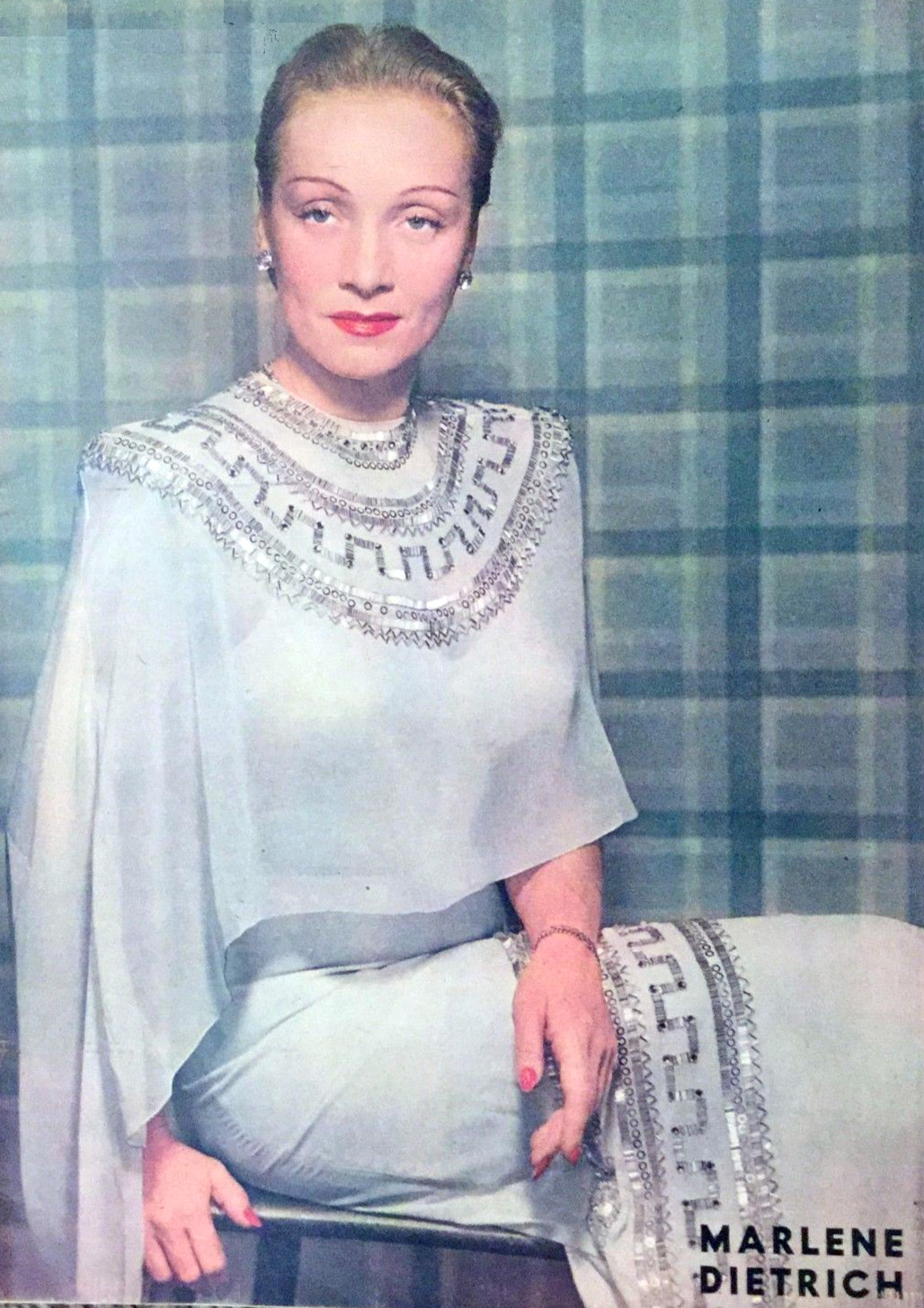
Marlene Dietrich en 1948

Marie Magdalene Dietrich  (Berlín, 27 de diciembre de 1901-París, 6 de mayo de 1992), más conocida como Marlene Dietrich, fue una actriz y cantante alemana que también adoptó la nacionalidad estadounidense. Es considerada como uno de los más eminentes mitos del séptimo arte, y también como la novena mejor estrella femenina de todos los tiempos, según el American Film Institute.

## Biografía
Nació en Alemania, en el barrio de Rote Insel de la localidad de Schöneberg, que en 1920 fue anexionada a la localidad de Berlín. Su familia era de clase media acomodada. Sus padres fueron Louis Erich Otto Dietrich (1867-1908), teniente de policía, y Wilhelmine Elisabeth Josephine Felsing (1876-1945), quien pertenecía a una saga de joyeros y relojeros. Tuvo una hermana mayor llamada Elisabeth (1900-1973), de quien se distanció en la madurez al saber que había tenido cierto trato con militares y funcionarios del régimen nazi.
Las dos hermanas tuvieron una educación al modo prusiano, esmerada y estricta, que incluía aprender francés. Muerto el padre en 1907, la madre contrajo segundas nupcias nueve años después con un amigo de su difunto marido, Eduard von Losch, un aristócrata y militar; pero este falleció poco después por heridas sufridas durante la I Guerra Mundial.
La joven Marie Magdalene manifestó interés por la fama y el espectáculo desde la niñez. Con apenas 11 años ya se hacía llamar "Marlene" (fusión de sus dos nombres) y en su adolescencia se interesó por la poesía y el teatro. Aprendió a tocar el violín, pero no pudo dedicarse a ello de manera profesional por una lesión de muñeca. Trabajó en una orquesta que animaba las proyecciones de películas mudas; brevemente, pues fue despedida a las pocas semanas.

### Inicios en Alemania
Su debut en los escenarios fue como corista en un cabaret en gira por Alemania, y en espectáculos de revista en Berlín. Intentó entrar en la escuela de interpretación de Max Reinhardt en 1922, pero en una audición fue rechazada. A pesar de ello, obtuvo empleos como corista y pequeños papeles en locales que Reinhardt gestionaba. 
El Berlín licencioso y efervescente anterior a Hitler, cuajado de locales nocturnos y famoso en Europa por su libertad sexual y el auge del travestismo, marcó el carácter de la joven Marlene y ayuda a explicar su futura androginia en el vestir y una vida íntima desinhibida tanto con hombres como con mujeres.
Dietrich hizo su debut oficial en el cine mudo en 1923, con una fugaz aparición en El pequeño Napoleón, aunque los historiadores insisten en que ella había aparecido como extra en varias películas alemanas desde 1919. Igualmente en 1923 participó en el filme Tragödie der Liebe (Tragedia de amor), en cuyo rodaje conoció a Rudolf Sieber, quien era ayudante del director; se casaron por lo civil en Berlín en mayo de ese mismo año, pero convivieron poco. Cada uno llevó su vida íntima por separado, aunque nunca se divorciaron y mantuvieron cierta amistad. En diciembre de 1924 la pareja tuvo una hija, Maria Elisabeth (ahora más conocida por su nombre de casada, Maria Riva), quien sería la única descendiente de la actriz y fiel acompañante en su madurez.
A lo largo de la década de 1920 Marlene siguió trabajando en escenarios y platós de Berlín y Viena. En teatro tuvo papeles de variable importancia en montajes de Shakespeare y George Bernard Shaw, así como en revistas y musicales, una etapa en la que se familiarizó con la música popular americana. En el cine, obtuvo roles en al menos tres filmes entre 1927 y 1929.

### El ángel azul
Marlene Dietrich alcanzó el estrellato al coprotagonizar junto al entonces célebre Emil Jannings el primer largometraje europeo del naciente cine sonoro, El ángel azul (1930), bajo la dirección de Josef von Sternberg. Su atrevido papel como la cabaretera Lola Lola que lleva a la perdición a un respetable profesor causó sensación internacional; en especial porque cantaba letras insinuantes exhibiendo sus muslos en una época en la que el cine comercial era muy pacato y los filmes más o menos eróticos circulaban solo de manera clandestina. En 1933 El ángel azul sería prohibido en Alemania por el régimen nazi.
Se dice que Josef von Sternberg construyó en torno a Marlene Dietrich el mito de la diva, ya que le rindió devoción al rodar siete filmes con ella; pero en sus memorias narra con claridad todas las dificultades que tuvo para hacer de ella una gran estrella. Marlene tuvo que aprender inglés y refinar su apariencia. Transformó su figura robusta en esbelta, para lo cual adelgazó 15 kilos; se depiló las cejas como Greta Garbo y -cuentan- se extrajo las muelas del juicio en pos de un óvalo facial más anguloso. Aprendió trucos de maquillaje y ensayó los gestos que más la favorecían en pantalla. Una vez establecido el mito, Dietrich quedó en parte atada a esa imagen que le daba fama y viviría toda su vida en pos del refinamiento continuo de su apariencia enigmática, a lo que contribuyeron sus papeles exóticos y ambiguos, como sucedería con Sed de mal de su amigo Orson Welles, donde a los 57 años ofreció una icónica interpretación.
Una primera gran descripción de ella la plasmó en un libro (Marlene, 1931) Franz Hessel, quien fue amigo de Walter Benjamin y tradujo con él a Marcel Proust.

### Con Josef von Sternberg

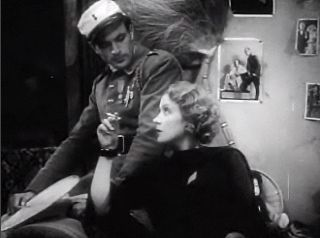
Gary Cooper y Marlene Dietrich en la película
Marruecos (1930).

Gracias a Von Sternberg, quien ya era conocido en la «meca del cine», Marlene Dietrich viajó a Hollywood para el estreno estadounidense de El ángel azul y para firmar un contrato en exclusiva con la Paramount, como respuesta al ascenso de Greta Garbo, que estaba en nómina de la MGM. Su primer filme en Estados Unidos fue Marruecos (1930), bajo dirección de Sternberg y junto a Gary Cooper, entonces el principal galán de la productora. Esta película causó revuelo por la escena en la que Marlene, actuando vestida de frac, besa en la boca a una espectadora. Por este papel ella recibió su única nominación al premio Óscar. Marruecos fue alabada por el cineasta ruso Sergei Eisenstein, según cuenta Sternberg.
La contribución más recordada de Marlene Dietrich a la historia del cine es como estrella en varios filmes dirigidos por Sternberg a comienzos de los años 1930, tales como Capricho imperial y El expreso de Shanghai. Fueron proyectos pensados para su lucimiento, con una estilización visual y argumental que recuerda a los cómics y fotonovelas, en los cuales interpretó papeles de mujer fatal. En su séptima película con Sternberg, Devil is a woman (El Diablo era mujer), basada en un relato de Pierre Louÿs (La mujer y el pelele), Dietrich encarnó a una devorahombres española, con múltiples tópicos que motivaron las protestas del gobierno conservador de la II República española. La película fue prohibida en España y su productora accedió a retirarla del mercado, aunque fue un trabajo que contribuyó a la fama de la actriz. Se cuenta que Marlene conservó durante décadas una copia de esta cinta, lo cual evitó su desaparición.
Los filmes de Josef von Sternberg fueron determinantes para acuñar la leyenda de Marlene Dietrich; se rodaron en blanco y negro con una cuidada elección de vestidos, peinados, luces y encuadres, con lo cual redoblaban la fotogenia de la joven diva y disimulaban sus defectos. No importaba que los argumentos resultasen poco realistas y que la actriz limitase su gama expresiva a un rol de vampiresa que terminó siendo repetitivo. Así quedó definida la imagen pública de una estrella de gran magnetismo, si bien un tanto excéntrica para el gusto americano por su androginia y sus papeles de ambigua moral.
Marlene Dietrich fue poseedora del título de «las piernas perfectas» (se dice que fueron aseguradas por un millón de dólares). Fue la única estrella que, al menos en apariencia física, era capaz de hacer sombra a la misteriosa Greta Garbo. En sus años de apogeo se quiso ver una rivalidad entre ellas, y se contaba que rehusaban coincidir en filmes y actos públicos, pero la realidad (según varios biógrafos) es que se conocían desde sus inicios en Europa.

### 1936-1939: crisis ynoa Hitler
A partir de 1933 Marlene Dietrich empezó a colaborar con otros directores, con desiguales resultados. Rodó The Song of Songs con Rouben Mamoulian, filme que no triunfó, pero sí lo hizo Desire (1936) de Frank Borzage, donde la diva volvió a codearse con Gary Cooper. Este éxito, con todo, no la salvó de posteriores fracasos (al menos por baja rentabilidad) que la hicieron acreedora en 1938 del apodo «veneno para la taquilla»; una etiqueta que los distribuidores de películas le colgaron como a otras estrellas de la talla de Greta Garbo, Dolores del Río, Mae West, Joan Crawford y Katharine Hepburn.
Este peculiar sambenito para la actriz se debió a tres proyectos de 1936-37. Aceptó coprotagonizar con Charles Boyer un filme que iba a dirigir Henry Hathaway, I Loved a Soldier, pero las discusiones entre ella y el director desembocaron en la suspensión del rodaje. Esta película nunca se completó y actualmente se supone que las escenas rodadas se destruyeron. Marlene y Boyer sí lograron terminar un filme juntos, The Garden of Allah; ella cobró 200.000 dólares por su trabajo y si bien la recaudación no fue mala, los costes habían sido altos. El tercer filme, Knight Without Armour, rodado en el Reino Unido, agravó el descrédito de la actriz pues no resultó muy rentable y ella había cobrado 450.000 dólares.
Durante el rodaje de Knight Without Armour en Londres, pocos meses antes de estallar la guerra, Marlene fue visitada por oficiales nazis que le hicieron suculentas ofertas para trabajar en Alemania como principal estrella del III Reich; pero ella las rechazó y solicitó la ciudadanía estadounidense, que le sería concedida en 1939.

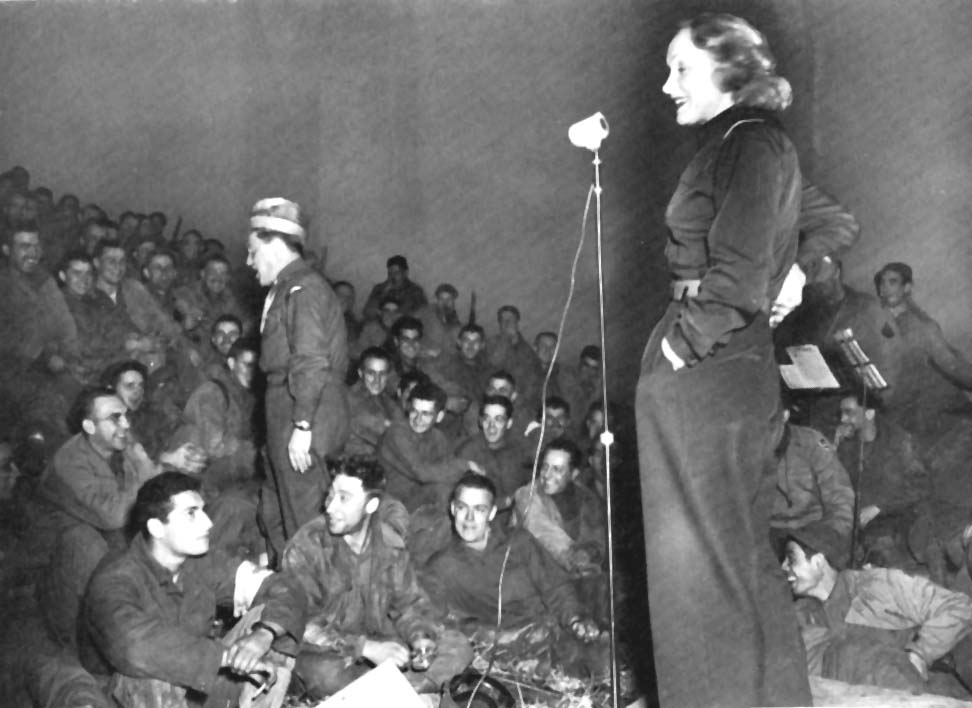
Actuando para tropas estadounidenses en 1944.

### Segunda Guerra Mundial
En 1939 la carrera cinematográfica de Marlene Dietrich parecía estancada, pero recuperó cierta pujanza gracias a dos filmes, Arizona (Destry Rides Again, 1939), comedia del Oeste con James Stewart, donde Marlene desplegó una expresividad más coloquial con notas de humor, y Siete pecadores (1940), con John Wayne.
En 1941, durante la Segunda Guerra Mundial, Dietrich fue una de las primeras estrellas en recaudar bonos de guerra estadounidenses, además de entretener a las tropas de Estados Unidos en el frente de guerra, y fue muy conocida por sus fuertes convicciones políticas. Fue una firme antinazi que despreció las políticas antisemitas de su tiempo. Ya a finales de la década anterior había colaborado con Billy Wilder y otros para reunir un fondo económico que ayudase a judíos y disidentes a huir de Alemania. Incluso grabó varios discos antinazis en alemán, incluyendo «Lili Marleen», un ejemplo curioso de una canción transcendiendo los odios de la guerra. En sus actuaciones, además de cantar, tocaba la sierra musical para entretener a las tropas y cantó para los soldados y oficiales aliados en Argelia, Francia y en Alemania con los generales James M. Gavin y George S. Patton. 
Cuando le preguntaron por qué lo había hecho, a pesar del evidente peligro, contestó en alemán: «aus Anstand» («por decencia», en castellano). Pero su posicionamiento tan beligerante a favor de Estados Unidos le trajo consecuencias años después, cuando regresó a Alemania a actuar en 1960; el público de Alemania Occidental la abucheó acusándola de traidora, mientras que el de Alemania Oriental la vitoreó. En 1962 actuó en Israel, recibiendo una buena acogida; incluso interpretó canciones en alemán, lo que suponía romper una especie de tabú. 
Marlene Dietrich recibió diversos reconocimientos por su lucha contra el nazismo y a favor de los judíos, como la Medalla Israelí al Valor en 1965; este premio fue un hito en la época pues era la primera vez que se entregaba a una persona de origen alemán y además mujer. Pero en cierta manera, Dietrich no se libró de la mancha del nazismo: en la posguerra, al reencontrarse con su hermana Elisabeth en Alemania, descubrió que esta y su marido habían gestionado un cine frecuentado por militares y funcionarios del campo de concentración de Bergen-Belsen. Aunque la actriz procuró que la pareja no fuese represaliada por complicidad con el régimen de Hitler, años después cortó el contacto con ellos y llegó a afirmar que no tenía ninguna hermana y que siempre había sido hija única.

### Filmes de madurez
A medida que Marlene Dietrich fue adentrándose en la madurez, perdió gancho como reclamo erótico frente al empuje de actrices más jóvenes como Rita Hayworth y Marilyn Monroe; pero amplió su repertorio interpretativo en cintas muy valiosas como: Pánico en la escena (1950) de Alfred Hitchcock, con Jane Wyman y Michael Wilding; Encubridora (1952) de Fritz Lang, con Arthur Kennedy y Mel Ferrer; los filmes de Billy Wilder A Foreign Affair (1948), con Jean Arthur, y Testigo de cargo (1957), con Tyrone Power y Charles Laughton; así como en Sed de mal (Touch of evil, 1958) de Orson Welles, con Charlton Heston y Janet Leigh; y Vencedores o vencidos sobre los Juicios de Núremberg, rodada en 1961 por Stanley Kramer con un largo plantel que incluyó a Spencer Tracy, Burt Lancaster, Montgomery Clift, Judy Garland y Maximilian Schell, quien ganó un Óscar por su papel. 
Marlene también hizo filmes más ligeros como The Monte Carlo Story (1957) junto a Vittorio de Sica, y cameos en La vuelta al mundo en 80 días (1956), con Cantinflas, David Niven y Shirley MacLaine, y en Encuentro en París (1964), comedia protagonizada por William Holden y Audrey Hepburn.
Su relación con los directores fue difícil en algunos casos. En sus inicios en Hollywood fue una aprendiz sumisa e incansable con Josef von Sternberg, sometiéndose a una total transformación física y expresiva; y admiraba a Welles de manera incondicional: «La gente debería santiguarse antes de hablar de él». Pero tuvo fricciones con Billy Wilder al discutir sobre la disposición de luces y cámaras, pues quería mostrar su mejor imagen. En cierta ocasión reprochó a un fotógrafo habitual «No me haces fotos tan buenas como antes», a lo cual él diplomáticamente respondió: «Es que soy quince años más viejo».

### Facetas como cantante
En Vencedores o vencidos hay una escena en la que Marlene pasea por la calle junto al actor Spencer Tracy y ambos escuchan como música de fondo de una taberna alemana la famosa canción alemana «Lili Marleen» que ella popularizó en su juventud y que ella misma tradujo al inglés en la película. 
Dietrich cantó en varios de sus filmes, como en El ángel azul en el cual interpretó «Enamorándome otra vez» (en alemán, «Ich bin von Kopf bis Fuß auf Liebe eingestellt», en castellano «Estoy hecha de pies a cabeza para el amor»), grabada en Alemania en la década de 1920. Tras una etapa floja en su carrera, grabó varios discos para los sellos discográficos Decca, Elektrola, EMI y Columbia. Grabó una famosa versión de «Lili Marleen». Su característica voz fue luego satirizada en algunas canciones.
En 1943 acudió a arengar a los aliados a primera línea de fuego entonando su mítico Lilí Marleen.

### Teatro y cabaret

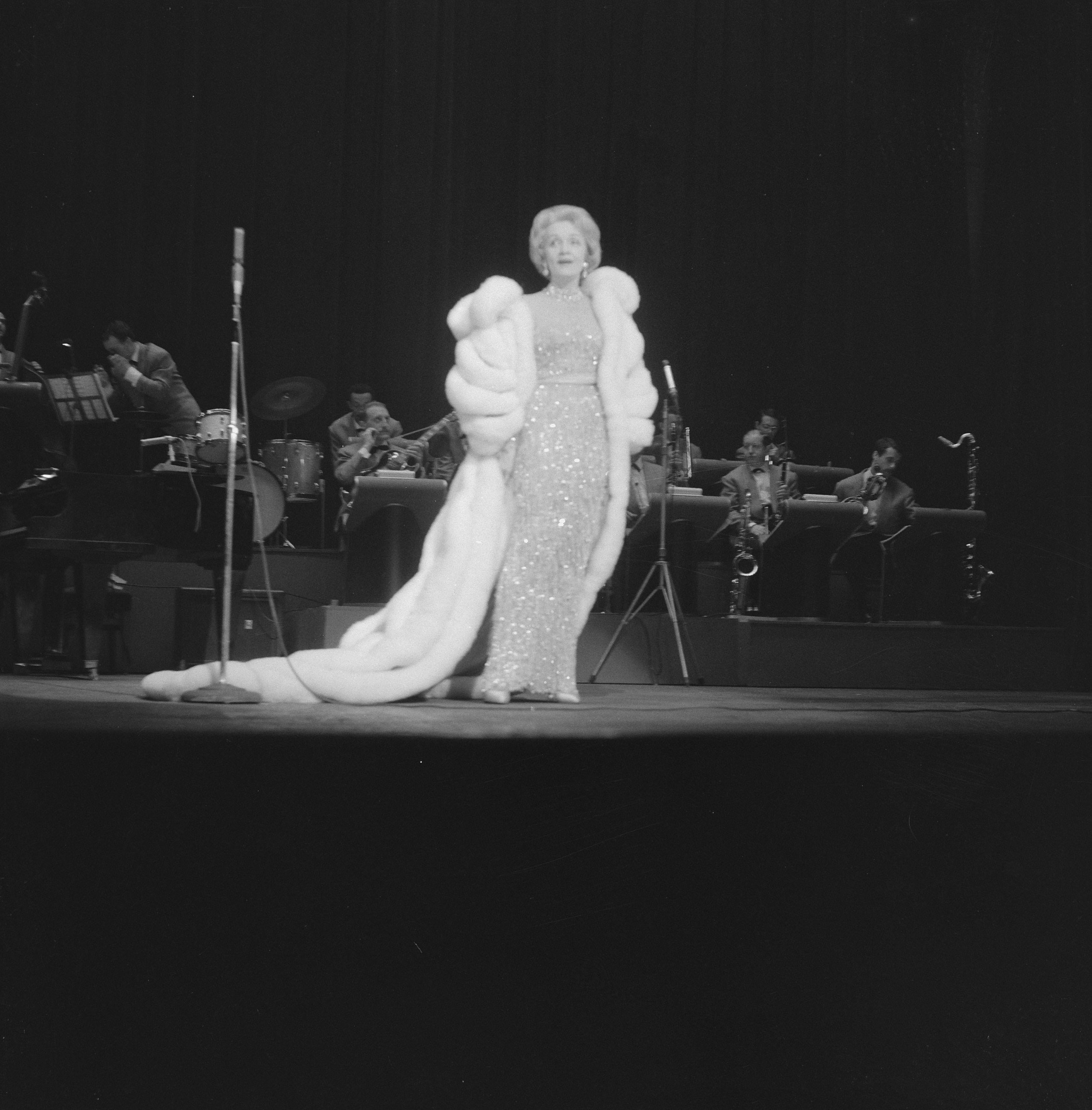
Marlene Dietrich, en un recital en Ámsterdam en 1960, a los 59 años de edad.

Desde la década de 1950 Dietrich fue reduciendo su actividad en el cine y emprendió giras internacionales como gran actriz de cabaret; seguiría en activo hasta 1975. El primer paso que cimentó su estatus como gran dama de la canción fue el ventajoso contrato que firmó en 1953 con el Sahara Hotel de Las Vegas: 30 000 dólares semanales por un show de corta duración, donde cumplidos 52 años lució una espléndida figura enfundada en un vestido de chifón de seda con pedrería, de efecto nude, que causó sensación. El éxito de este espectáculo propició su paso por Londres (local Café de París) al año siguiente (debut que fue presentado por Noel Coward) y luego Marlene renovó su contrato en Las Vegas. A lo largo de casi dos décadas recorrió medio planeta con sus giras; desde Argentina, o Brasil hasta Japón, pasando por Sudáfrica y Rusia. En España se recuerdan dos recitales: en Madrid en julio de 1960, en la sala de fiestas Pavillón (la actualmente llamada Casa de Vacas) del Parque del Retiro; y en Palma de Mallorca en 1972, en la sala Tito's.
Su repertorio incluía canciones de sus películas, así como temas populares de aquel entonces, como "La vie en rose" de Édith Piaf, "Ne me quitte pas" de Jacques Brel, "Marie, Marie" de Gilbert Bécaud, el "Moon River" que hizo célebre Audrey Hepburn... Incluso cantó el "Blowin' in the Wind" de Bob Dylan y "Light My Fire" de The Doors. 
Hasta la mitad de los años 60, el director musical de sus recitales fue el famoso compositor Burt Bacharach, con quien tuvo un noviazgo. Sus arreglos orquestales ayudaron a disfrazar el limitado rango de voz de la estrella y le permitieron dar a sus canciones el máximo grado de efectos dramáticos. Sincronizada con los músicos, la diva enlazaba calculados gestos y expresiones faciales para lograr interpretaciones rotundas. El cineasta Peter Bogdanovich comentó maravillado que «Marlene da trascendencia a lo que canta», mientras otros críticos menos entusiastas atribuían parte del éxito a la nostalgia: «Este show es como un juego de ilusionismo, donde el mago tiene una mano ágil pero necesita la complicidad del público; y si algún espectador no se cree el truco, se culpa a sí mismo». Reconocían en Marlene una solvente técnica en el escenario y sobre todo «una plena confianza en su propia magia».
Bodys de chifón que comprimían y redefinían su cuerpo como un corsé, ocultos bajo espectaculares trajes de Jean Louis simulando transparencias, sumados a luces cuidadosamente utilizadas, y —se rumorea— leves estiramientos faciales improvisados (tensando la piel con esparadrapo y trenzas, que ocultaba con sensuales pelucas), fueron recursos estéticos que ayudaron a Marlene a mostrar una imagen señorial y espigada cumplidos los 70 años. Pero en una ocasión dijo a un espectador que la observaba con prismáticos: «No los use, porque se rompe la magia».
En 1968 recibió un Premio Tony por su espectáculo de Broadway An Evening with Marlene Dietrich, galardón que recibió de manos de Gregory Peck. Este show fue repuesto en Londres en 1972 bajo el título I Wish You Love, para ser grabado como un especial de televisión. Consciente en todo momento de su rol de estrella, Marlene apareció en el escenario con un gran manto de plumón de cisne valorado en 8.000 dólares y un ceñido vestido cuajado de pedrería; pero no se ahorró algunas pinceladas coloquiales, como bromas con el público y gestos tabernarios en sus canciones más jocosas. La estrella había impuesto condiciones leoninas: reacia al medio televisivo, exigió que el show se grabase en un teatro de verdad con público, no en un plató, y pidió por su trabajo 250.000 dólares, cifra récord, reservándose además el copyright de la grabación después de que se emitiese dos únicas veces, una en Estados Unidos y otra en el Reino Unido. Ambas emisiones fueron en 1973 y alcanzaron buenos resultados de audiencia y crítica, si bien la diva se mostró disconforme con el resultado de la grabación. Este especial está disponible en Youtube.

### Lesiones y retirada

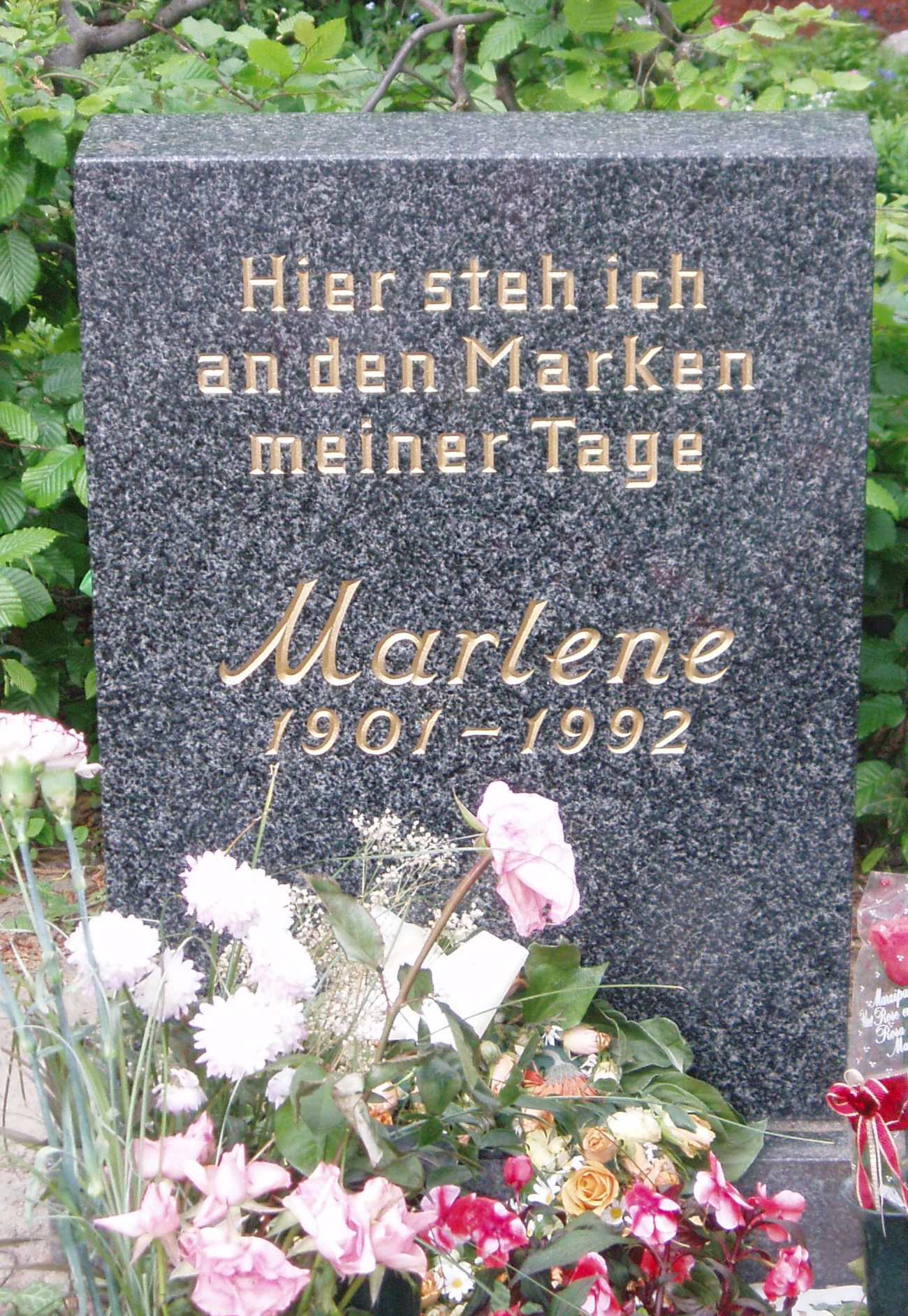
Tumba de Marlene Dietrich.

Debido a su lujoso nivel de vida Marlene Dietrich necesitaba mucho dinero (su hija María Riva reveló que «vivía siempre en bancarrota») y ello la obligó a prolongar su carrera musical hasta bien cumplidos los 70. Superó un cáncer de cérvix en 1965 y sufría de mala circulación sanguínea en las piernas, pero siguió dando recitales hasta que dos accidentes en el escenario la forzaron a retirarse. En 1973 se cayó al foso de la orquesta durante una actuación en Maryland, hiriéndose en el muslo izquierdo; su curación requirió injertos de piel. Otro percance puso fin a su carrera en el espectáculo en 1975: se rompió una pierna en Sídney al caerse justo cuando iba a salir al escenario. 
Tras quince años de inactividad en el cine, apareció brevemente en la película Gigoló (Just A Gigolo, 1979), filme sobre la prostitución masculina en el Berlín de los años 20 (época que la propia Marlene conoció) dirigido por David Hemmings y protagonizado por David Bowie, Sydne Rome y Kim Novak. Además, escribió y contribuyó a varios libros en los años 80. 
Pasó su última década principalmente en reposo en su apartamento en la avenida Montaigne de París, Francia, tiempo en el cual no fue vista en público; no quería que su figura en la vejez empañase su imagen mítica, pero fue muy aficionada a escribir cartas y llamar por teléfono. Se rumorea que en sus últimos años vivió rachas depresivas y consumía demasiado alcohol, presumible causa de una caída en su cuarto de baño que empeoró su precaria movilidad.

### Documental:Marlene(1984)
Maximilian Schell, quien había trabajado junto a Marlene en Vencedores o vencidos veinte años antes, consiguió que ella accediese a una entrevista para un documental biográfico (Marlene, 1984). La diva aceptó bajo la condición de que fuese una grabación solo de voz, pues no quería mostrar ni su rostro ni su casa; de modo que las imágenes visibles son fragmentos de sus viejas películas y encuadres de un decorado, que recreaba el salón parisino donde Marlene hablaba. 
La veterana estrella se mostró esquiva y cortante ante muchas preguntas, celosa de preservar su leyenda; pero el director hábilmente ilustraba sus medias verdades con imágenes de archivo que las dejaban en evidencia. El documental terminó siendo más crudo y revelador de lo que Dietrich esperaba, lo cual la enojó y motivó que rompiese el contacto con Schell, si bien se reconcilió con él cuando el reportaje fue nominado a un premio Óscar. Recibió varios galardones y los elogios de la revista Newsweek: «Es un filme único; posiblemente el más fascinante y emocionante que nunca se ha hecho sobre una gran estrella de cine».

### Últimos años y fallecimiento
En su retiro parisino tuvo poco contacto con su hija, María Riva, debido a su tensa relación. María había acompañado a su madre en las giras musicales trabajando a su servicio; fallecida la diva revelaría sus trucos de vestuario. Posiblemente en su vejez Marlene sentía envidia o frustración por su hija, porque siendo una actriz joven apenas había hecho papeles modestos en televisión, retirándose en los años 50. Dietrich sí mantuvo un contacto habitual con su nieto Peter Riva, uno de los poquísimos allegados que tenía acceso a su piso de París. Su esposo, Rudolf Sieber, siguió viviendo en Estados Unidos y murió de cáncer el 24 de junio de 1976.
En una entrevista para la revista alemana Der Spiegel en noviembre de 2005, su hija y nieto afirmaron que Marlene Dietrich estuvo políticamente "activa" durante esos años; mantuvo contacto telefónico con prominentes gobernantes, gastando más de 3000 dólares mensuales en llamadas telefónicas. Sus contactos incluían a Ronald Reagan y Mijaíl Gorbachov, aunque su influjo sobre ellos se desconoce.
Dietrich murió tranquilamente el 6 de mayo de 1992, a los 90 años, en París. Su ceremonia fúnebre fue realizada en la iglesia de la Madeleine de París ante 3500 dolientes y una multitud fuera del templo. Su cuerpo, cubierto con una bandera de los Estados Unidos, fue enviado a Berlín donde fue enterrada en el cementerio municipal de Berlín-Schöneberg, su lugar de nacimiento. Marlene Dietrich dijo al amigo que le acompañaba en el dormitorio de su lujosa vivienda en París, justo antes de morir: «Lo quisimos todo, y lo conseguimos, ¿no es verdad?».
En 1994, sus documentos y objetos personales fueron vendidos a la Cineteca de la Fundación Alemana, después de que instituciones estadounidenses no mostraran interés en ella, donde fueron el centro de atención de la muestra del Centro Sony de Potsdamer Platz, en Berlín.

## Marlene en Hollywood

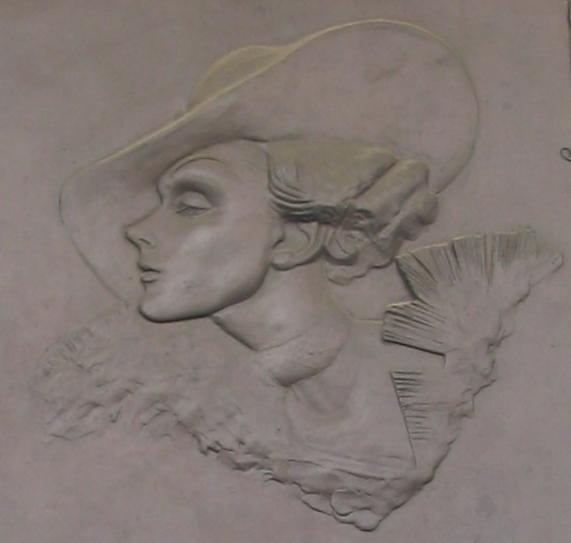
Placa conmemorativa (detalle), en el lugar de nacimiento de Marlene.

Dietrich nunca se integró realmente en la industria de Hollywood, siendo siempre independiente del gusto general en su país de adopción. Su fuerte acento alemán dio un toque extra a sus interpretaciones, pero la etiquetó como «extranjera» a los ojos de los norteamericanos.
Fue además un icono de la moda para los altos diseñadores, así como para las estrellas que la sucedieron. Vistió diseños de Chanel, Balenciaga, Hermès, Christian Dior... Popularizó, entre otras prendas, el uso de pantalones, lo cual, junto con su imagen pública y las insinuaciones de bisexualidad en alguna de sus primeras películas, contribuyó a menudo a crear fuertes rumores, nunca confirmados por ella, sobre su vida sentimental. 
Marlene fue famosa por su pulcra apariencia, su compleja y estudiada figura, su buen vestir (impuso la moda del pantalón femenino) y su imagen de femme fatale. Fue icono de la elegancia y el glamur, de modo que siempre apareció como parte del brillo hollywodiense. Ya mayor declaró que lucía vestidos sofisticados únicamente por exigencias de su imagen pública, y que en su vida privada gustaba de vestir de manera informal, incluso pantalón vaquero («de hombre, por supuesto»).

## Vida privada
A diferencia de su vida profesional, cuidadosamente manejada y mundialmente conocida, Marlene Dietrich mantuvo su agitada vida personal fuera del ojo público. Ello fue en parte posible porque el Star-system de las productoras de Hollywood velaba por la buena imagen de sus estrellas, dosificando la información que llegaba a la prensa, a lo cual contribuía un sector periodístico menos incisivo y tecnificado que el actual.
Se casó en Berlín en 1923, cuando aún era desconocida, con el asistente de director Rudolf Sieber (1897-1976), pero como matrimonio convivieron poco tiempo y se separaron; nunca se divorciaron y mantuvieron cierta amistad. En 1944 ella estuvo pendiente de él por una neumonía, y nuevamente en 1956 por una crisis cardíaca. Sieber residió mayormente en California, donde durante unos años explotó una granja avícola, y allí falleció.
Además de algunas fuentes no confirmadas, los pocos detalles de la vida privada de Marlene provienen de su única hija, María Riva (que es su nombre de casada, pues su nombre de pila era Maria Elisabeth Sieber). María Riva declaró que, a pesar de que la respetaba como figura, nunca quiso a su madre y que Marlene Dietrich vivía para, por y dentro de la imagen que se proyectaba en el espejo. Fue la crítica más punzante del mito que había construido Marlene, y declaró que su madre jamás conoció el verdadero amor; que fue una persona muy solitaria y manipuladora cuya mejor simulación no la hizo en las películas, sino en la vida real.
Marlene Dietrich fue sexualmente muy libre desde sus inicios en Berlín y no dudó en intimar con muchos hombres e igualmente con mujeres; lo cual era vox populi en Hollywood pero no trascendía al gran público. En privado, ella era una de las principales figuras de El círculo de costura, grupo de estrellas femeninas de Hollywood que ocultaban su sexualidad lesbiana o bisexual. Se da por confirmado que la diva tuvo una aventura con la poetisa Mercedes de Acosta, pero resultan más controvertidas las informaciones que la relacionan con Édith Piaf e incluso con Greta Garbo. 
Marlene intimó con muchos compañeros de reparto, como James Stewart, John Wayne y Gary Cooper (enfureciendo a la pareja de este, Lupe Vélez), así como con Errol Flynn, Frank Sinatra, el músico Burt Bacharach, con el político John F. Kennedy y Josef von Sternberg, entre otros. Cumplidos los 50 años congenió con Yul Brynner, en una relación más o menos intermitente que se alargó por una década. Según su hija, a Marlene en realidad el sexo como tal no le gustaba, y lo que más la estimulaba era seducir y sentirse deseada. El gran amor de la actriz según alguna fuente fue el actor y héroe militar francés Jean Gabin, pero según otros el egoísmo le impidió entregarse emocionalmente a nadie.
Cuando María Riva dio a luz a un hijo en 1948, Dietrich recibió el apodo de «la abuela más glamourosa del mundo».

## Filmografía
| Año  | Película                                     | Personaje                   |
| ---- | -------------------------------------------- | --------------------------- |
| 1923 | The little Napoleon                          | Kathrin                     |
| 1923 | Tragedy of love                              | Lucy                        |
| 1923 | Man by the Wayside                           | Kramerstochter              |
| 1924 | The monk from Santarem                       |                             |
| 1924 | Leap into life                               | Mädchen am Strand           |
| 1925 | Dancing mad                                  | Bailarina                   |
| 1926 | Manon Lescaut                                | Micheline                   |
| 1926 | Madame wants no children                     | Bailarina                   |
| 1927 | A modern Dubarry                             | Kokotte                     |
| 1927 | El barón imaginario                          | Sophie                      |
| 1927 | Heads up, Charley                            | Edmee Marchand              |
| 1927 | His greatest Bluff                           | Yvette                      |
| 1927 | Café elektrik                                | Erni                        |
| 1928 | Princess Olala                               | Chichotte de Gastone        |
| 1929 | El favorito de las damas                     | Laurence Gerard             |
| 1929 | The woman one longs for                      | Stascha                     |
| 1929 | The ship of lost souls                       | Ethel Marley                |
| 1929 | Dangers of the engagement period             | Evelyne                     |
| 1930 | El ángel azul                                | Lola-Lola                   |
| 1930 | Morocco                                      | Mademoiselle Amy Jolly      |
| 1931 | Dishonored                                   | Marie Kolvorer              |
| 1932 | El expreso de Shanghai                       | Shanghai Lily               |
| 1932 | La Venus rubia                               | Helen Faraday               |
| 1933 | The song of songs                            | Lily Czepanek               |
| 1934 | Capricho imperial                            | Catalina II de Rusia        |
| 1935 | El Diablo era mujer                          | Concha Perez                |
| 1936 | I loved a soldier                            | Anna Sedlak                 |
| 1936 | Deseo                                        | Madeleine de Aupre          |
| 1936 | El jardín de Alá                             | Domini Enfilden             |
| 1937 | La condesa Alexandra                         | Condesa Alexandra Vladinoff |
| 1937 | Angel                                        | Maria Berker                |
| 1939 | Destry Rides Again                           | Frenchy                     |
| 1940 | Siete pecadores                              | Bijou Blanche               |
| 1941 | Pasión fatal                                 | Condesa Claire Ledoux       |
| 1941 | Alta tensión                                 | Fay Duvall                  |
| 1942 | Capricho de mujer                            | Elizabeth Madden            |
| 1942 | The spoilers                                 | Cherry Malotte              |
| 1942 | Pittsburgh                                   | Josey "Hunky" Winters       |
| 1944 | Kismet                                       | Jamilla                     |
| 1944 | Sueños de gloria                             | Ella misma                  |
| 1946 | Martin Roumagnac                             | Blanche Ferrand             |
| 1947 | En las rayas de la mano                      | Lydia                       |
| 1948 | A Foreign Affair                             | Erika von Schlütow          |
| 1949 | Jigsaw                                       | Ella misma                  |
| 1950 | Stage Fright                                 | Charlotte Inwood            |
| 1951 | En el cielo no hay caminos                   | Monica Teasdale             |
| 1952 | Encubridora                                  | Altar Keane                 |
| 1956 | La vuelta al mundo en ochenta días           | Azafata                     |
| 1956 | Gran mundo en Montecarlo                     | Maria de Creveçoeur         |
| 1957 | Testigo de cargo                             | Christine Vole              |
| 1958 | Touch of Evil                                | Tanya                       |
| 1961 | Judgment at Nuremberg                        | Frau Bertholt               |
| 1962 | Black Fox: the rise and fall of Adolf Hitler | Narradora                   |
| 1964 | París, tú y yo                               | Ella misma                  |
| 1978 | Just a Gigolo                                | Baronesa von Semering       |
| 1984 | Marlene (documental)                         | Ella misma (voz)            |

## Selección de canciones
| - Nimm dich in Acht vor blonden Frau’n - Ich bin von Kopf bis Fuß auf Liebe eingestellt - Wenn die beste Freundin - Quand l’Amour meurt - Wenn ich mir was wünschen dürfte - Die Welt war jung - Ich hab noch einen Koffer in Berlin - Es liegt in der Luft - Ich bin die fesche Lola - Give Me the Man - Falling in Love Again - Kinder, heut’ abend, da such ich mir was aus - Johnny, wenn du Geburtstag hast - Paff, der Zauberdrachen (auch englisch Puff, the Magic Dragon) - Leben ohne Liebe kannst du nicht - Cherche la Rose - Sag mir, wo die Blumen sind - Du hast ja keine Ahnung, wie schön du bist, Berlin - Die Antwort weiß ganz allein der Wind - Wo hast du nur die schönen blauen Augen her - Just a Gigolo | - Lili Marleen - The Boys in the Backroom' - Awake in a Dream - Illusions - The Laziest Gal in Town - I May Never Go Home Anymore - Allein in einer großen Stadt - Bitte geh nicht fort (Ne me quitte pas) - Mein blondes Baby - Blond Woman - You’ve Got That Look - Peter - Hot Voodoo - Lieber Leierkastenmann - Untern Linden… untern Linden - Das war in Schöneberg - Das war sein Milljöh - Wenn du einmal eine Braut hast - Mein Mann ist verhindert |

## Premios y distinciones
Premios Óscar
| Año  | Categoría    | Película | Resultado |
| ---- | ------------ | -------- | --------- |
| 1931 | Mejor actriz | Morocco  | Nominada  |